# 玩命獵殺
《玩命獵殺》（英語：Panama）是一部2022年波多黎各和美國合拍的動作驚悚片，由馬克·奈維代執導，柯爾·豪瑟及梅爾·吉勃遜主演。劇情講述一名前海軍陸戰隊員（豪瑟飾演）受到當前任長官（吉勃遜飾演）招募，進行巴拿馬軍火交易，但卻捲入了一場政治紛爭之中。
電影2022年3月18日美國VOD發行。電影獲得整體負面的評價，影評家主要批評電影情節充斥陳腔濫調與敘事散亂。

## 演員
- 柯爾·豪瑟飾演詹姆斯·貝克（James Becker）[7]
- 梅爾·吉勃遜飾演史達克（Stark）[7]
- 凱特·卡茲曼（Kate Katzman）飾演塔蒂亞娜（Tatiana）[8]
- 查理·韋伯飾演漢克·伯恩（Hank Burns）[7]
- 維克托·特平（Victor Turpin）飾演布魯克林·里維拉（Brooklyn Rivera）[7]
- 莫理丘·亨諾（英语：Mauricio Henao）飾演恩里克·羅德里格斯（Enrique Rodriguez）[9]
- 潔姬·克魯茲飾演辛西亞·貝尼特斯（Cynthia Benitez）
- 琪拉雅·奧蒂嘉（英语：Kiara Ortega）飾演卡蜜拉（Camila）

## 製作
本片最初選定摩根·弗里曼和法蘭克·葛里洛主演，編劇之一的丹尼爾·亞當斯擔任導演。2020年12月在波多黎各展開主要拍攝，拍攝持續至2021年1月。

## 外部連結
- 互联网电影数据库（IMDb）上《玩命獵殺》的资料（英文）